# Un extraño viajero
Un extraño viajero es una novela escrita por el escritor español Manuel Rico, publicada en castellano en 2016 por Algaida Editores. Es la decimoprimera obra del autor y relata la historia de Lucía Olmedo, una mujer madrileña que vive una extraña aventura amorosa con uno de los huéspedes en la casa rural que regenta. Al tratar más aspectos sobre su persona, la protagonista destapa sucesos históricos que parecían haber estado olvidados.
La obra es una constante indagación en la memoria histórica del lugar y la gente del universo de la protagonista, con la principal pretensión de no olvidar el pasado de un país. Se hace uso del relato fantástico mediante, entre otras cosas, posibles viajes en el tiempo.A pesar de estar publicada en 2016, la historia está ambientada en 2005.
La novela recibió el IX Premio Logroño de Novela en 2015.

## Argumento
Lucía Olmedo es una mujer que regenta una casa rural en Brezo, un pueblo situado en la Sierra de Somosierra, entre las provincias de Madrid y Segovia. Una noche de invierno llega al hotel un extraño hombre con rasgos eslavos y la intención de alojarse. Aunque carece de documentación, Lucía decide facilitarle una habitación, puesto que parece haber llegado exhausto.
El recién llegado inspira a la mujer una gran curiosidad, que pronto se verá transformada en un fugaz encuentro amoroso. A los pocos días el hombre desaparece sin dejar rastro alguno, salvo por un recibo de hace más de 50 años de una tienda de revelado de fotos y 60 dólares estadounidenses. Lucía, ante tal desconcierto, decide investigar por su cuenta el origen de aquel breve inquilino, e irá descubriendo sucesos históricos que parecían olvidados, surgidos de la mano del franquismo y de escritores desaparecidos.

## Personajes
Tomando a Lucía Olmedo como protagonista, los demás personajes tienen relevancia con el rastro del misterioso viajante.

### Lucía Olmedo
Es la protagonista de la novela. En el libro se la describe como una mujer lista, solitaria y centrada en su trabajo. Tiene alrededor de cuarenta años de edad y es divorciada. También es dueña de una casa rural, 'La Casona' que estableció con Eladio, su exmarido, localizada en Brezo, un pueblo ficticio de la zona de la Sierra de Somosierra, al norte de la Comunidad de Madrid, en España. Desde su ruptura, Lucía se siente algo sola a pesar de tener compañía entre sus amigos, pero tiene una vida monótona y ocupada con la diligencia de los clientes del hotel. Junto a ella trabaja Lina quien, además de ser su empleada, comparte una relación de amistad con la protagonista.
Toda tranquilidad desaparece con la llegada de un extraño hombre, quien en una noche invernal aparece pidiendo una habitación en la que pasar la noche. Lucía decide aceptarlo en su pensión, aun cuando fuera peligroso. El misterio que entraña el personaje suscita en Lucía gran curiosidad quien, tras experimentar varios encuentros, acaba sintiendo una atracción por él. Aquello se tradujo en un fugaz cruce romántico, el cual terminó con el amanecer del siguiente día, cuando Salko, el viajero en cuestión, desaparece en extrañas circunstancias. El relato entonces toma un rumbo mediante el cual se narra la investigación de Lucía para conocer más sobre su amante de una noche.

### Salko Hamzic
Es el viajero misterioso, se encuentra alrededor de los cuarenta años y tiene marcados rasgos eslavos. Como se sabrá una vez avanzada la novela, es de origen serbio. Llega una noche de invierno al hotel de Lucía, con quien tiene un encuentro romántico. Desaparece súbitamente dejando solo como pista un sobre con un recibo de un encargo para revelar unas fotos y 60 dólares. A los días de su desaparición, se encuentra el coche que conducía estrellado fuera de la carretera, pero sin él dentro. Más adelante, se descubren restos humanos en una cueva de lo que podría ser su cadáver.
Ante el recibo de las fotos, Lucía acude a la tienda de revelado para obtener el resto de las imágenes. Con ellas descubre una sucesión de escenas en blanco y negro de los años 50 que ilustran lo que parecen ser un campo de concentración y filas de prisioneros destinados a la construcción de una presa. Con el paso del tiempo, Lucía cae en la conclusión de que dichas fotos podrían haber sido tomadas por el propio Salko, al ser un infiltrado entre los reclusos. La zona de las imágenes representa la Sierra de Somosierra, lugar donde se construyeron varias presas hidráulicas durante el mandato de Franco. Lo que sugieren las instantáneas es la existencia de campos de construcción para el levantamiento de las presas.

### Lola y Alfredo
Mujer y marido, amigos de Lucía. La protagonista acude a ellos con las fotografías descubiertas de los campos de concentración, con lo que la pareja piensa que tienen un gran valor cultural. De ese modo, organizan paralelamente a las investigaciones sentimentales de Lucía un exposición de las fotos en La Cabrera, un pueblo cercano. La exposición atrae la atención de otros personajes, así como de la Asociación para la Recuperación de la Memoria Histórica.

### Rodomir Levi
Agregado cultural de la embajada de Serbia. Concerta una cita con Lucía para averiguar sobre la vida de Salko. Juntos, acuden al cementerio de El Acebo, donde puede que esté enterrado el serbio. Sin embargo, el diplomático parece no tener interés en que la verdad de los acontecimientos salga a la luz.

### Ramiro Yusta
Trabajador de banco, vive en obsesión con la vida de un escritor inglés desaparecido en circunstancias extrañas en España alrededor de los años 60, Humphrey Slater. Publica a principios de siglo un artículo en el que cree que el escritor tuvo relación con el serbio Salko. Lucía descubre el artículo y decide citarse con él. Cerca del final de la vida del hombre, le entrega a Lucía un anexo en el que se resumen los años de investigaciones sobre el escritor inglés desaparecido.

### Otros personajes
- Lina: amiga y empleada de Lucía en La Casona. Atiende el pequeño bar del hotel rural y atiende a los clientes cuando Lucía está ausente. Conversa a menudo con Lucía en torno al suceso con Salko, dándole su opinión y posición al respecto.
- Sancho Albelo: propietario de la tienda de revelado de la que Lucía recoge las fotografías. Cercano a los 60 años de edad, acaba por cerrar su establecimiento.
- Nuria: amiga cercana de Lucía, la aconseja acerca de Salko. Es madre soltera de un hijo, David.
- Gloria Aldana: anciana quien se entrevista con Ramito Yusta, el banquero, para contarle el romance que tuvo cuando era joven con un hombre de Los Balcanes, Elio Andric. Más adelante en la novela se descubre que este es el verdadero nombre de Salko Hamzic.
- Alguacil de El Acebo: custodia el cementerio del pueblo en el que parece estar enterrado Salko. Su actitud sugiere que esconde información sobre el caso.

## Premios
Un extraño viajero fue galardonado en 2015 con el IX Premio Logroño de Novela. El jurado del mismo estaba presidido por Javier Reverte, y compuesto por Ángel Basanta, Berna González Harbour, Montero Glez y Fernando Olmeda. Además, fue organizado por el Ayuntamiento de Logroño, Fundación Caja Rioja y la Editorial Anaya.